# Vallay

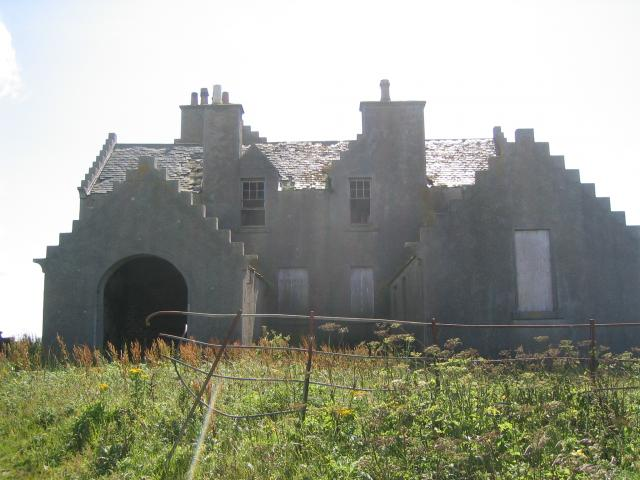
La casa abandonada d'Erskine Beveridge

Vallay (en gaèlic escocès: Bhalaigh o Bhàlaigh) és una petita illa localitzada en el grup de les Hèbrides Exteriors, a Escòcia. L'illa es troba connectada amb l'illa de North Uist per una carretera, així com per una llarga platja durant la marea baixa. L'illa roman deshabitada actualment, encara que antigament va albergar una població d'unes seixanta persones, essent el seu habitant més conegut l'arqueòleg Erskine Beveridge.
L'illa té una superfície de 260 hectàrees i ua alçada màxima de 38 msnm.
L'illa és coneguda per la seva colònia d'aus marines i els seus monuments prehistòrics.